# Лікодія-Еубеа
Лікодія-Еубеа (італ. Licodia Eubea, сиц. Licuddìa) — муніципалітет в Італії, у регіоні Сицилія,  метрополійне місто Катанія.
Лікодія-Еубеа розташована на відстані близько 560 км на південь від Рима, 160 км на південний схід від Палермо, 55 км на південний захід від Катанії.
Населення — 3067 осіб (2014).
Щорічний фестиваль відбувається 20 липня. Покровителі — Santa Margherita d'Antiochia, Sant'Antonio Abate.

## Демографія
Населення за роками:

Станом на 1 січня 2023 року в муніципалітеті офіційно проживали 294 іноземці з 26 країн, серед них 54 громадяни країн Євросоюзу та 3 громадяни України.

## Сусідні муніципалітети
- Кальтаджіроне
- К'ярамонте-Гульфі
- Джарратана
- Граммікеле
- Маццарроне
- Мінео
- Монтероссо-Альмо
- Віццині